# هامبشاير (مقاطعة)

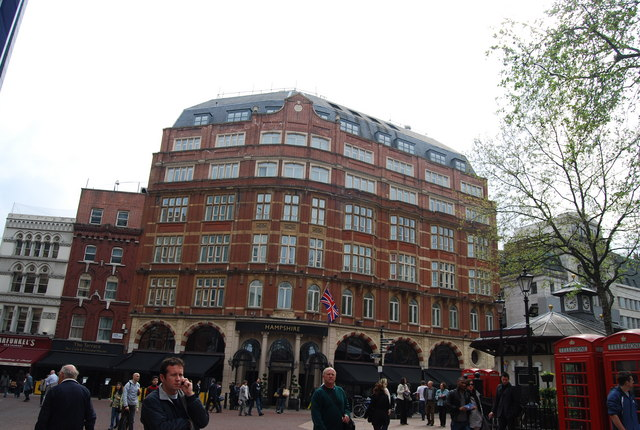
فنادق هامبشاير - ساحة لستر.

هَامبْشيرْ مقاطعة في جنوب إنجلترا، مواجِهَة للقنال الإنجليزي. تعتبر من أجمل المقاطعات لما تضمه من جبال ووديان وغابات ومنتجَعَات بحرية. تشتهر المقاطعة بكلية ونشستر، وجامعة ساوثامبتون، وبكلية الفنون وكلية الدراسات البحرية.
تتكون مقاطعة من 13 محافظة، وحتى وقت قريب، كانت جزيرةَ وَايِتْ تُمثل إحدى محافظات المقاطعة، ولكنها أصبحت مُؤخَّرا مقاطعةً مستقلة
تبلغ مساحة المقاطعة 3,775كم²، وعدد سكانها حوالي 1,511,900 نسمة. وأهم مدنها ساوثامبتون، بورتسماوث، هافانت، فَارِيْهَامْ، جُوسْبورْتْ، بازينجستوك، ألْدَرشُوتْ، فََارْنْبَرَة. ومركزها الإداري هو مدينة ونشستر

## تاريخ
عاش الناس في منطقة هامبشاير منذ آلاف السنين. احتلها الرومانيون حوالي عام 43 م، وتَبِعَهُم قبائل الجوت والسَكْسُون، والأخيرون هم الذين جعلوا ونشستر عاصمة للمقاطعة، مما جعلها مركزًا دينيًا مهمًا في نهاية القرن السابع الميلادي. أصاب المدينة وباء خطير خلال الستينيات من القرن السابع عشر ، وأدى ذلك إلى تدهورها واضمحلالها.
صار ميناء ساوثامبتون منْفذًا بحريًا خلال فترة الاحتلال الروماني. وفي العصور الوسطى، كان هذا الميناء نقطة انطلاق لكثير من الحملات العسكرية الموجَّهة ضد فرنسا. أما في الحرب العالمية الثانية، فقد كان ميناء ساوثامبتون إحدى القواعد التي انطلقت منها قوات الحلفاء لغزو فرنسا
رتبط اسم المقاطعة بعدد من مشاهير البريطانيين الذين وُلِدوا وعاشوا فيها مثل الكاتب المعروف تشَارلز دِيكنز، والعالم جلبَرت وايِت.
عاش الهنود الألجونكوانيون في نيو هامبشاير قبل وصول الأوروبيين إلى هناك. وقام اثنان من الإنجليز بإنشاء المستوطنات الأوروبية الأولى الدائمة في المنطقة في العشرينيات من القرن السابع عشر ـ هما ديفيد طومسون وإدوارد هلتون.
وأصبحت نيو هامبشاير، في 21 يونيو من عام 1788م الولاية التاسعة من الولايات المتحدة حين أُقرّت دستور الولايات المتحدة. وقد أدى هذا التصديق إلى سريان مفعول الدستور. وحاربت الولاية مع الجانب الاتحادي خلال الحرب الأهلية الأمريكية (1861- 1865م).
وعقد ممثلو 44 دولة، في عام 1944م، مؤتمر النقد الدولي في بريتون وودز. وقام هؤلاء برسم الخطط لإحياء التجارة العالمية بعد الحرب العالمية الثانية (1939- 1945م).
تمثل السياحة جزءًا مهمًا في اقتصاد المقاطعة، ويوجد فيها عدد من المنتجعات البحرية والمباني التاريخية، بالإضافة إلى الغابات والريف الجميل
تدهورت تربية الأغنام التقليدية في المقاطعة، وحلَّت محلها زراعة المحاصيل خصوصًا الشعير والفواكه. أما النشاط الصناعي فإن أهم جوانبه هي تكرير البترول. وتعتبر مصفاة فاولي، جنوب ساوثامبتون، أكبر مصفاة للبترول في بريطانيا. وبجانب تكرير البترول، يوجد في المقاطعة صناعات هندسية ومطاحن للغلال وأحواض لبناء السفن. وتعتبر ساوثامبتون المركز الرئيس لتطويرالحوامات
ترتبط المقاطعة مع المدن الأخرى بخطوط للسكك الحديدية والطرق السريعة، كما تتوافر فيها خدمات ملاحية عالمية. يوجد مطار في مدينة ساوثامبتون، كما توجد محطتان للإرسال الإذاعيّ والتلفازيّ.
أهم الجامعات في ولاية هامشير جامعة university of Hampshire في مدينة درهم التي تأسست عام 1866 وهي جامعة حكومية وعدد الطلاب بها 14405.بها كلية Dartmouth college في مدينة Hanover وهي جامعة خاصة تأسست عام 1769 وعدد الطلاب بها 5704 طالب. و جامعة Plymouth state university وهي جامعة حكومية أنشأت عام 1871 وعدد الطلاب بها 5151 طالب. و جامعة Keene state college جامعة عامة بها 4937 طالب وتأسست عام 1959 في مدينة Keene . وكذلك معهد new Hampshire technical institute في مدينة concord وتأسس عام 1964 وبه 3650 طالب.
تاريخيا حكمت الولاية من خلال الحزب الجمهوري ومازالت حتى الآن تحتفظ بهذا الوضع بين جميع الولايات الشمالية والشرقية ولكن خلال الانتخابات القومية أصبحت تتأرجح ما بين الحزب الجمهوري والديمقراطي، في عام 2004 أعطت الولاية أصوات المجمع الانتخابي الأربعة إلى جون كيري بنسبة 50.2% من الأصوات على الرغم أنهم أعطوا أصواتهم لجورج دبليو بوش عام 2000 ضد أل جور، كما دعمت الولاية بيل كلينتون في انتخابات عام 1992 وأيضا عام 1996، ولكن قبل شردت ولاية نيو هامشير في التصويت للحزب الجمهوري وأعطت صوتها لثلاث مرشحين جمهوريين هم Woodrow Wilson , Franklin Roosevelt و Lyndon Johnson . علي عكس الكثير من الولايات الشمالية الشرقية هيمن وسيطر الجمهوريون علي الناصب المحلية، حيث سيطرت علي مقاعد ممثلي السلطة التنفيذية والتشريعية بالرغم من أن عام 2004 شهد هزيمة واحد من حزب الجمهوريين هو Craig Benson من مرشح الحزب الديمقراطي john lynch وكان الديمقراطيون هم الأقوى في مدن Stafford , Cheshire , Grafton و Merrimack . تأتي ولاية نيو هامشير في المرتبة التاسعة في انضمامها للاتحاد حيث انضمت عام 1788 ، حاكم الولاية John Lynch وهو من الحزب الديمقراطي.
ممثلو الولاية في مجلس الشيوخ يمثل الولاية عضوان جمهوريان - جود جريج Judd Greg - جون سنونو John Sununu ممثلو الولاية في مجلس النواب يمثل الولاية عضوان جمهوريان - جيب برادلي Geb Bradley - تشارلز باس Charles Bass
نيو هامبشاير موتور سباق الدراجات النارية في لودون هو المسار البيضاوي وبالطبع الطريق التي تم زيارتها من قبل الوطنية موتورسبورت بطولة سلسلة مثل سلسلة سباقات كأس ناسكار، في جميع أرجاء البلاد سلسلة ناسكار، وناسكار التخييم شاحنة السلسلة العالمية، ناسكار يلين معدلة للجولات، ACT الأمريكية الكندية جولة، والسيارات وبطل سلسلة الإندي كار. وتشمل غيرها من أماكن سباقات السيارات سباق الدراجات النارية ستار ونيو انغلاند Dragway في ابينغ، التوأم الدولة سباق الدراجات النارية في كليرمونت، Monadnock سباق الدراجات النارية في وينشستر وكنعان عادل سباق الدراجات النارية في كنعان.
سنويا منذ عام 2002، في المدرسة الثانوية على مستوى الولاية كل النجوم تنافس ضد فيرمونت في عشرة الرياضة خلال التصفيات "الدولة التوأمة لديه نيو هامبشاير أيضا اثنين من الهواة البطولات ديربي الأسطوانة مع الفتيات أسطوانة ManchVegas (USARS) ونيو هامبشير الرول دربي.
- يمثل المسيحيون 80 بالمئة من عدد السكان حيث يحتل البروتستانت النسبة الأعلى 43بالمئة,يأتي الرومان الكاثوليك في المرتبة الثانية حيث يمثلوا نسبة 35 بالمئة، وهناك 2 بالمئة من الطوائف المسيحية الأخرى واليهود يمثلوا 1 بالمئة من نسبة عدد السكان والأديان الأخرى 1 بالمئة من نسبة عدد سكان الولاية.اما الملحدون يمثلوا 19 بالمئة من عدد السكان بالولاية.
تُوجد في المقاطعة مناطق سهلية، تُمثِّل جزءًا من تكوين جيولوجي يُسمىَّ حَوْض هامبشايهامبشاير، كما تتخللها سلاسل جبال طباشيرية، يصل أقصى ارتفاع لها إلى حوالي 271م فوق سطح البحر. وتجري في المقاطعة مجموعة من الأنهار الصغيرة، أطولها نهر تِيست، الذي لا يزيد طوله على 64كم.
ويعتبر نهر تيست أفضل أنهار إنجلترا لصيد سمك السالمون المرقط.
يوصف ساحل مقاطعة هامبشاير بأنه أكثر مناطق بريطانيا جفافًا، ويبلغ المتوسط السنوي للأمطار فوقه في حدود 710ملم، بينما يرتفع ذلك المتوسط إلى 940ملم فوق المنطقة الجبلية. الشتاء معتدل، ويندر هطول الجليد في المقاطعة. ويتراوح متوسط الحرارة الشهرية بين 4°م و17°م.
تغطي منطقة الجبال البيضاء شمال نيو هامبشاير. ويعد جبل واشنطن (1917متراً)، الذي يقع في سلسلة برزيدانشيال بالمنطقة، أعلى قمة في الولاية، وتقع صخرة رجل الجبال العجوز، وهي تكوين صخري مشكل على هيئة وجه رجل عجوز، في سلسلة فرانكونيا. تمتد سلسلة جبال White Mountains لتغطي الجزء الشمالي من ولاية نيو هامشير بالإضافة لوجود جبل Washington والذي يعد أطول جبل في الجزء الشمالي من الولايات المتحدة علي الإطلاق بالإضافة إلى وجود بعض الجبال الأخرى مثل جبل Mount Madison و Mount Quincy Adams ويضرب الإعصار هذه المنطقة بمعدل كل ثلاثة أيام مما يتسبب في وفاة أكثر من مائة زائر في هذه المنطقة بالإضافة إلى وجود العديد من الأشجار الصغيرة والمتلبدة والتي تكسو الأطراف الشمالية من جبل واشنطن، كل هذا أدى إلى عدم الانتفاع بهذه المنطقة نظرا لظروفها البيئية الصعبة. وعلي الصعيد الأخر فان الجزء الجنوبي الغربي الممهد لولاية نيوهامشير يمثل شكلا أخر فهو يتميز بوجود الأراضي الصالحة للزراعة دائما واجتذاب السياح نحو جبل Monadnock والذي لقب بهذا الاسم نتيجة لتعرض المنطقة لعوامل التعرية.
يقدر عدد سكان الولاية 1,3 مليون نسمة حسب تعداد عام 2005 بزيادة مقدارها 0.8% عن عام 2004، ويبلغ عدد سكان العرب ما يقرب من 6,767 وهم موزعون على النحو التالي: (اللبنانيون 4,704 ، السوريون 801 ، المصريون 454 نسمة) حسب تعداد عام 2000.
يتكون السكان في الولاية من البيض بنسبة عالية تبلغ 95.1% يليهم الهسبانيك بنسبة 1.7% والأسيويون 1,3% و البقية من أجناس أخرى. أهم المجموعات العرقية الموجودة بالولاية يمثلها هم الأيرلنديون بنسبة 20%، يليهم الإنجليز بنسبة 18%، ثم الفرنسيون بنسبة 15%، والألمان بنسبة 9%.
بلغت نسبة الفقراء في الولاية خلال الثلاث سنوات (2001-2003) نسبة 6%، أما معدلات البطالة بالولاية فيبلغ 5و3 % وتأتي الولاية بالمرتبة الثالثة من حيث انخفاض معدل البطالة علي مستوي الولايات المتحدة. بلغت نسبة الذين يمتلكون مساكنهم عام 2003 نسبة 73,3% وبلغ الدخل السنوي للفرد عام 2004 37,140 دولارالتوزيع السكانى
يقدر عدد سكان الولاية 1,3 مليون نسمة حسب تعداد عام 2005 بزيادة مقدارها 0.8% عن عام 2004، ويبلغ عدد سكان العرب ما يقرب من 6,767 وهم موزعون على النحو التالي: (اللبنانيون 4,704 ، السوريون 801 ، المصريون 454 نسمة) حسب تعداد عام 2000. يتكون السكان في الولاية من البيض بنسبة عالية تبلغ 95.1% يليهم الهسبانيك بنسبة 1.7% والأسيويون 1,3% و البقية من أجناس أخرى.
أهم المجموعات العرقية الموجودة بالولاية يمثلها هم الأيرلنديون بنسبة 20%، يليهم الإنجليز بنسبة 18%، ثم الفرنسيون بنسبة 15%، والألمان بنسبة 9%. بلغت نسبة الفقراء في الولاية خلال الثلاث سنوات (2001-2003) نسبة 6%، أما معدلات البطالة بالولاية فيبلغ 5و3 % وتأتي الولاية بالمرتبة الثالثة من حيث انخفاض معدل البطالة علي مستوي الولايات المتحدة. بلغت نسبة الذين يمتلكون مساكنهم عام 2003 نسبة 73,3% وبلغ الدخل السنوي للفرد عام 2004 37,140 دولارالتوزيع السكانى
يقدر عدد سكان الولاية 1,3 مليون نسمة حسب تعداد عام 2005 بزيادة مقدارها 0.8% عن عام 2004، ويبلغ عدد سكان العرب ما يقرب من 6,767 وهم موزعون على النحو التالي: (اللبنانيون 4,704 ، السوريون 801 ، المصريون 454 نسمة) حسب تعداد عام 2000.
يتكون السكان في الولاية من البيض بنسبة عالية تبلغ 95.1% يليهم الهسبانيك بنسبة 1.7% والأسيويون 1,3% و البقية من أجناس أخرى. أهم المجموعات العرقية الموجودة بالولاية يمثلها هم الأيرلنديون بنسبة 20%، يليهم الإنجليز بنسبة 18%، ثم الفرنسيون بنسبة 15%، والألمان بنسبة 9%.
بلغت نسبة الفقراء في الولاية خلال الثلاث سنوات (2001-2003) نسبة 6%، أما معدلات البطالة بالولاية فيبلغ 5و3 % وتأتي الولاية بالمرتبة الثالثة من حيث انخفاض معدل البطالة علي مستوي الولايات المتحدة. بلغت نسبة الذين يمتلكون مساكنهم عام 2003 نسبة 73,3% وبلغ الدخل السنوي للفرد عام 2004 37,140 دولار.